# Vetus pristimus
Vetus pristimus är en rundmaskart. Vetus pristimus ingår i släktet Vetus och familjen Mermithidae. Inga underarter finns listade i Catalogue of Life.